# Conostomum crassinervium
Conostomum crassinervium là một loài rêu trong họ Bartramiaceae. Loài này được P. de la Varde mô tả khoa học đầu tiên năm 1955.